# Tanith Lee
Tanith Lee (ur. 19 września 1947 w Londynie, zm. 24 maja 2015) – brytyjska pisarka science fiction, horroru oraz fantasy.
Urodzona w Londynie, córka tancerzy Bernarda i Hyldy Lee. Ukończyła średnią szkołę plastyczną. Żona Johna Kaiine'a. Mieszkała w południowej Anglii.
Jej pierwsze opowiadanie zatytułowane Eustace wydano w 1968, zaś pierwszą powieść (dla dzieci) The Dragon Hoard w 1971. Zdobywczyni wielu nagród, między innymi August Derleth Award w 1980, nagrody World Fantasy Convention Award za opowiadania The Gorgon w 1983 oraz Elle Est Trois (La Mort) w 1984.
Tanith Lee była autorką bardzo płodną. Napisała 95 powieści, 230 opowiadań oraz wiele wierszy. Autorka scenariuszy serialu science fiction Blake's Seven.

## Twórczość
Jej prace to gatunkowo fantastyka dla dorosłych, dzieci, science fiction, horror, horror gotycki, romans gotycki, i powieść historyczna. Styl i atmosfera opowieści jest być może bliska Jackowi Vance’owi, który podobnie, nie jest związany z jednym gatunkiem.
Cykl związanych ze sobą opowieści pt. Opowieści z Płaskiej Ziemi, zaczynających się od Demon ciemności i później Demon śmierci zawiera alegoryczne treści, np. motyw demonicznego stworzenia, które porywa i odmienia pięknego chłopca i oddziela go od smutku rzeczywistego świata. Ostatecznie chłopiec chce wiedzieć więcej o „świecie” i prosi żeby go oddać z powrotem.
Wiele z jej prac jest alegorycznych z natury, nawet w sensie biblijnym, w sposobie przedstawienia obcych mitycznych światów, nacechowana wrażliwością seksualną, nieczęsto spotykaną w literaturze fantastycznej.
Jej styl jest bardziej „klimatyczny” niż intymny. Przenosi czytelnika do dziwnych światów, które jednocześnie wydają się znajome. Tak jak ma to miejsce w The Castle of Dark lub w surrealistycznym świecie Prince on a White Horse. W obu przypadkach, zarówno czytelnik jak jego bohater nie jest świadomy, gdzie się znajduje, ale obydwaj są wciągnięci razem w bieg wydarzeń i utożsamiają się nawzajem.
W powieści SF pt. Four-BEE, Tanith Lee interesuje się kulturą młodych ludzi (młodzieży) i ich tożsamością w społeczeństwie, która daje wiecznie młodym nastolatkom pełną wolność, nawet możliwość bycia zabitym i otrzymania później nowego ciała, otrzymania nawet nowej płci, i to wielokrotnie.
Istnieje również powieść osadzona w realiach historycznych Rewolucji Francuskiej pt. The Gods are Thirsty.
Znaczna część jej prac to literatura dla dzieci, która obejmuje prace od Dragon Hoard (w 1971), Animal Castle, Princess Hynchatti & Some Other Surprises (1972), Companions on the Road (1975) i Prince on a White Horse (1982). Ostatnio także The Claidi Journals, zawierający opowiadania Wolf Tower, Wolf Star, Wolf Queen i Wolf Wing (późne lata 90. i wczesne lata 2000).

## Książki (wydane w Polsce)
Cykl Opowieści z Płaskiej Ziemi (dwie powieści z pięciu):
- Demon Ciemności – Night's Master (wyd. ang. 1978)
- Demon Śmierci – Death's Master (wyd. ang. 1979)

Trylogia Krwawa opera:
- (tom I) Mroczny taniec – Dark Dance (wyd. ang. 1992)
- (tom II) Mroczne dusze – Personal Darkness (wyd. ang. 1993)
- (tom III) Zwycięstwo mroku – Darkness, I (wyd. ang. 1994)

Pozostałe powieści:
- Czarnoksiężnik z Volkyanu – Volkhavaar (wyd. ang. 1977) (wyd. pol. 1991)
- Serce bestii – Heart-Beast (wyd. ang. 1992)
- Zabójca umarłych – Kill the Dead (wyd. ang. 1980)
- Na Wschód o Północy – East of Midnight (wyd. ang. 1977) (książka wydana po polsku w niewielu egzemplarzach przez jeden z klubów miłośników fantastyki)
- Piratika - Piratica (wyd. ang. 2003) i druga część Piratika: Kierunek Papuzia Wyspa - Piratica II: Return to Parrot Island (wyd. ang. 2005)